# Spoorlijn aansluiting Hemmelsberg - aansluiting Tweelbäke
De spoorlijn aansluiting Hemmelsberg - aansluiting Tweelbäke (Hemmelsberger Kurve) is een Duitse spoorlijn in Nedersaksen en is als spoorlijn 1511 onder beheer van DB Netze. 

## Geschiedenis
Het traject werd door de Großherzoglich Oldenburgische Eisenbahn geopend op 6 juni 1911.  

## Treindiensten
De lijn is alleen in gebruik voor goederenvervoer.

## Aansluitingen
In de volgende plaatsen is of was er een aansluiting op de volgende spoorlijnen:
aansluiting Hemmelsberg
DB 1500, spoorlijn tussen Oldenburg en Bremen
DB 1510, spoorlijn tussen de aansluiting Hemmelsberg en Oldenburg Rangierbahnhof
aansluiting Tweelbäke
DB 1502, spoorlijn tussen Oldenburg en Osnabrück